# کتابخانه عمومی سن آنتونیو
کتابخانه عمومی سن آنتونیو (به انگلیسی: San Antonio Public Library) از کتابخانه‌های عمومی شهر سن آنتونیو در ایالت تکزاس در ایالات متحده آمریکا است که در سال ۱۹۳۰ تأسیس شده‌است.
کتابخانه عمومی سن آنتونیو یک شعبه مرکزی و ۲۴ شعبه ناحیه‌ای دارد.

## نگارخانه

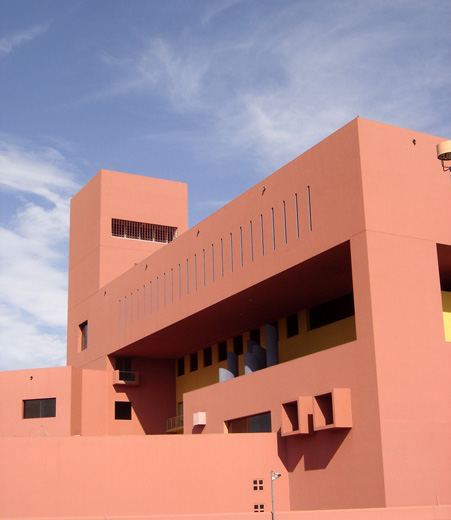
نمای جنوب غربی
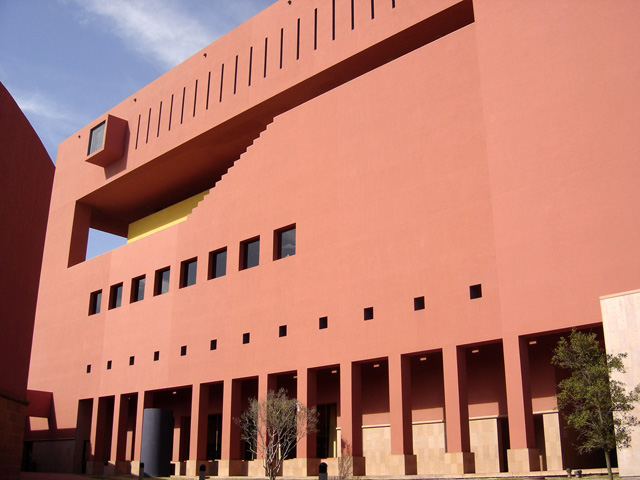
نمای جنوب شرقی
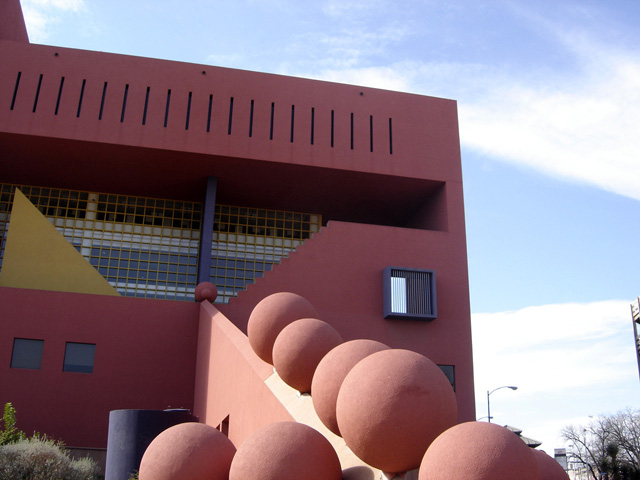
نمای شمال شرقی